# Peter Blond

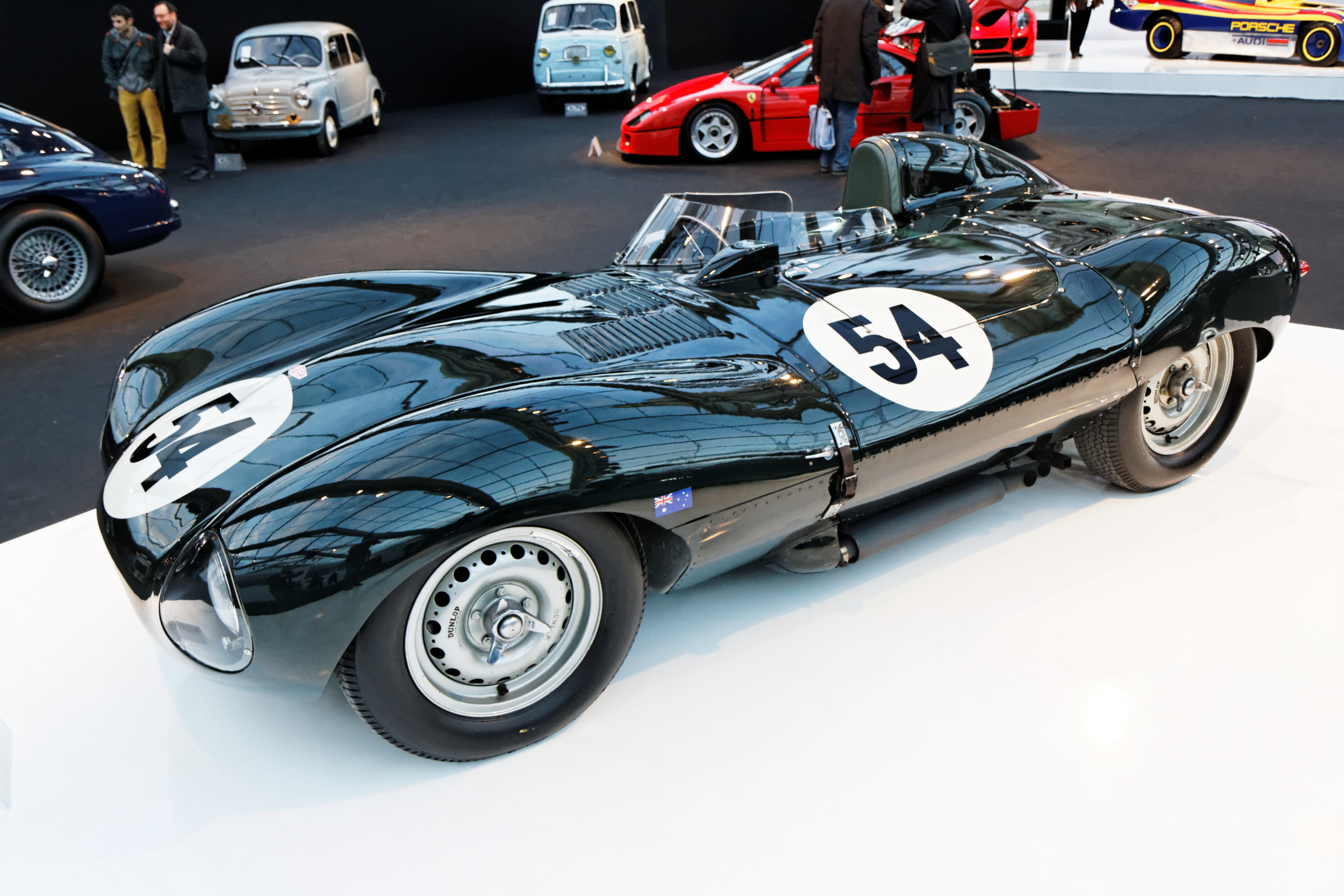
Auf einem Jaguar D-Type gewann Peter Blond 1956 ein Sportwagenrennen in Snetterton

Peter Robin Blond (* 5. November 1929 in  Bucklow; † 10. Januar 2021 in London) war ein britischer Unternehmer und Autorennfahrer.

## Familie
Peter Blond kam als Sohn von Sir Neville Blond und dessen Ehefrau Eileen zur Welt. Sein Vater (1896–1970), war ein bekannter Industrieller und Kunstmäzen. Als er 1970 starb, war er Ehrenpräsident der English Stage Company. Sein älterer Bruder war der Verleger und Autor Anthony Blond.

## Karriere als Rennfahrer
Peter Blond war in den 1950er-Jahren als Sportwagenpilot aktiv. Durch das beträchtliche Familienvermögen war es ihm möglich, seine Renneinsätze selbst zu finanzieren. In seinem Besitz befanden sich mehrere Rennsportwagen. Mit einem Jaguar C-Type bestritt er 1955 nationale Sportwagenrennen in Großbritannien. Den C-Type ersetzte er 1956 durch einen D-Type und gewann damit ein Rennen in Snetterton. 1957 fuhr er einen Werks-HWM in der britischen Sportwagen-Meisterschaft und gewann für das Team aus Walton-on-Thames die meisterschaftslosen Rennen in Brands Hatch und im Oulton Park.
1958 fuhr er gemeinsam mit Tommy Bridger einen Tojero beim 24-Stunden-Rennen von Le Mans und wurde mit Partner Duncan Hamilton Gesamtsechster bei der RAC Tourist Trophy.
1959 war seine letzte Saison als aktiver Rennfahrer. Für Brian Lister ging er in Le Mans an den Start, kam aber wie im Vorjahr nicht ins Ziel. Auch die Einsätze beim 1000-km-Rennen auf dem Nürburgring und bei der RAC Tourist Trophy endeten mit Ausfällen.

## Blond McIndoe Research Foundation
1963 gründete Peter Blond gemeinsam mit Archibald McIndoe die Blond McIndoe Research Foundation. Mit 300.000 Pfund Sterling aus dem Familienvermögen legte er die Basis für eine Stiftung, die Forschungsaufträge für die Behandlung von Verbrennungen vergibt.

## Statistik

### Le-Mans-Ergebnisse
| Jahr | Team         | Fahrzeug  | Teamkollege   | Platzierung | Ausfallgrund    |
| ---- | ------------ | --------- | ------------- | ----------- | --------------- |
| 1958 | John Ogier   | Tojero    | Tommy Bridger | Ausfall     | Zündungsschaden |
| 1959 | Brian Lister | Lister LM | Walt Hansgen  | Ausfall     | Motorschaden    |

### Einzelergebnisse in der Sportwagen-Weltmeisterschaft
| Saison | Team                         | Rennwagen               | 1   | 2   | 3   | 4   | 5   | 6   |
| ------ | ---------------------------- | ----------------------- | --- | --- | --- | --- | --- | --- |
| 1958   | John Ogier Duncan Hamilton   | Tojero Jaguar D-Type    | BUA | SEB | TAR | NÜR | LEM | RTT |
| 1958   | John Ogier Duncan Hamilton   | Tojero Jaguar D-Type    |     |     |     |     | DNF | 6   |
| 1959   | Lister Cars Taylor & Crawley | Lister Costin Lister LM | SEB | TAR | NÜR | LEM | RTT |     |
| 1959   | Lister Cars Taylor & Crawley | Lister Costin Lister LM |     |     | DNF | DNF | DNF |     |